# Shakespeares sämtliche Werke (leicht gekürzt)
Da Shakespeares sämtliche Werke – 37 Stück – ganze 120 Stunden für eine Aufführung benötigen, kamen die Amerikaner Adam Long, Daniel Singer und Jess Winfield auf die Idee, Shakespeares sämtliche Werke (leicht gekürzt) zu verfassen. Zusammen bilden sie die RSC, die Reduced Shakespeare Company, und führen alle Stücke Shakespeares zu dritt auf – an einem Abend. Die Uraufführung des Stücks fand 1987 auf dem Edinburgh Festival Fringe statt.
Methoden zur „Zeitersparnis“ sind, ähnliche Themen zu einem Stück zu komprimieren oder einem Schauspieler gleich mehrere Rollen zu geben, die er gleichzeitig spielt. Auch wurden sämtliche Komödien, die bekanntlich „weniger lustig sind“ als die Tragödien, zu einem Stück zusammengefasst. Die Historien werden schließlich als Fußballspiele ausgetragen, währenddessen King Lear als „fiktiver Charakter“ disqualifiziert wird. Shakespeares sämtliche Werke (leicht gekürzt) ist auf der ganzen Welt – besonders aber in London – zu einem sehr erfolgreichen Bühnenstück geworden.
Unter deutschen Theaterleuten galt das Stück zuerst wegen der vielen Wortspiele und Anspielungen aus dem englischen Kulturkreis als nicht übersetzbar, bis Dorothea Renckhoff es im Auftrag von Christoph Köhler für den Theaterverlag Felix Bloch Erben ins Deutsche übertrug. In ihrer Fassung fand 1997 am Schauspiel Essen die deutschsprachige Erstaufführung statt sowie am Residenztheater München die Inszenierung von Daniel Karasek, durch die das Stück in Deutschland Kult wurde. Seitdem ist der Shakespeare-Medley in Renckhoffs Übertragung an weit über 50 deutschsprachigen Theatern in Szene gegangen, erlebt ständig neue Inszenierungen und steht an vielen Häusern über Jahre auf dem Plan (z. B. an der Berliner Vaganten Bühne seit 1997).